# Julija Szełuchina

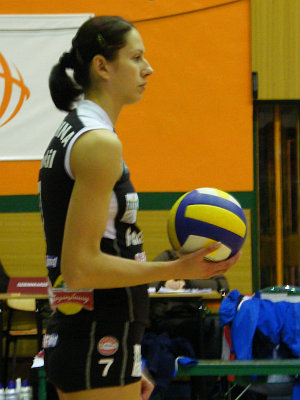
Julija Szełuchina zawodniczką PTPS-u Farmutil Piła w sezonie 2007/2008

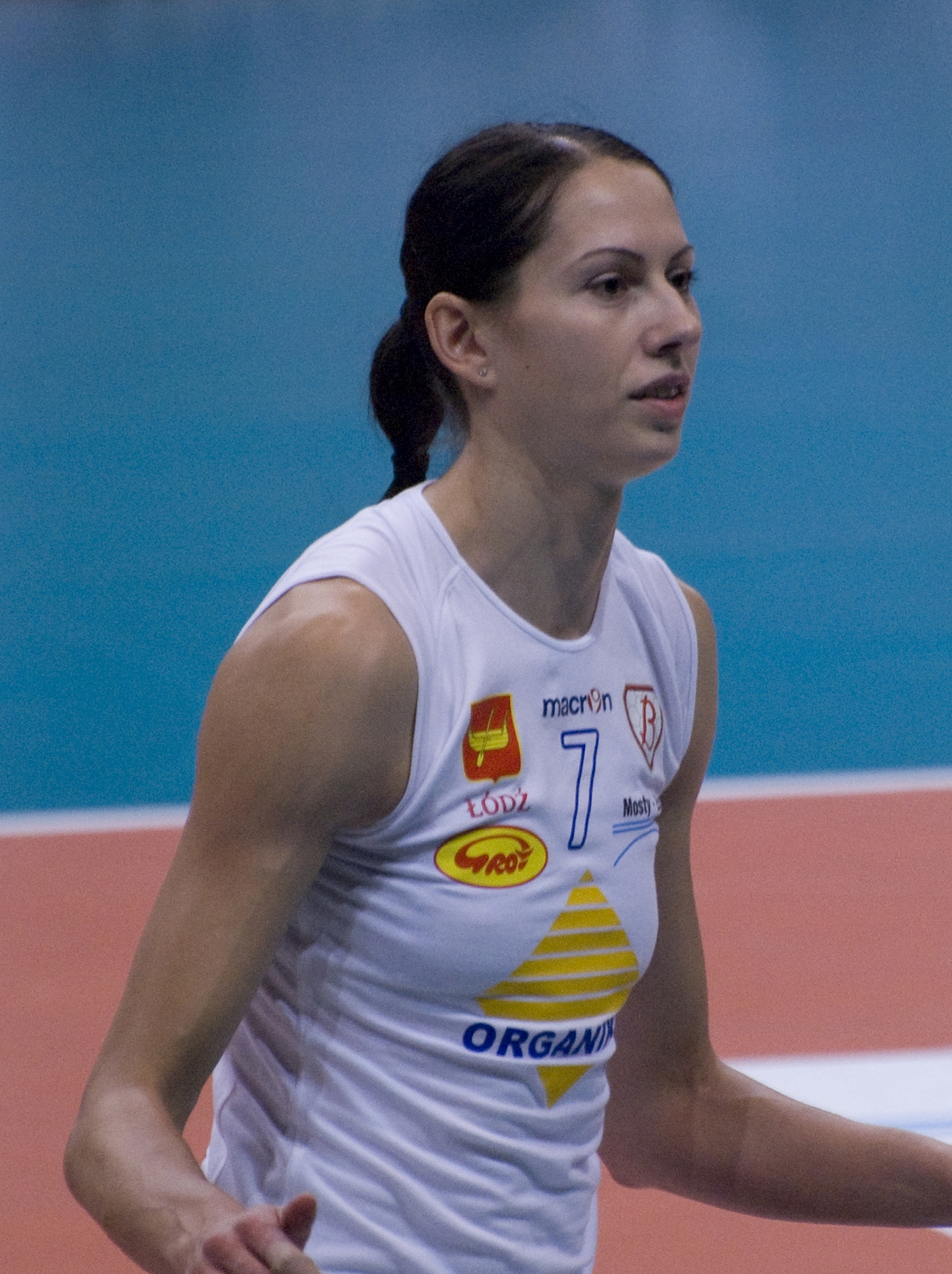
Julija Szełuchina zawodniczką Organiki Budowlanych Łódź w sezonie 2010/2011

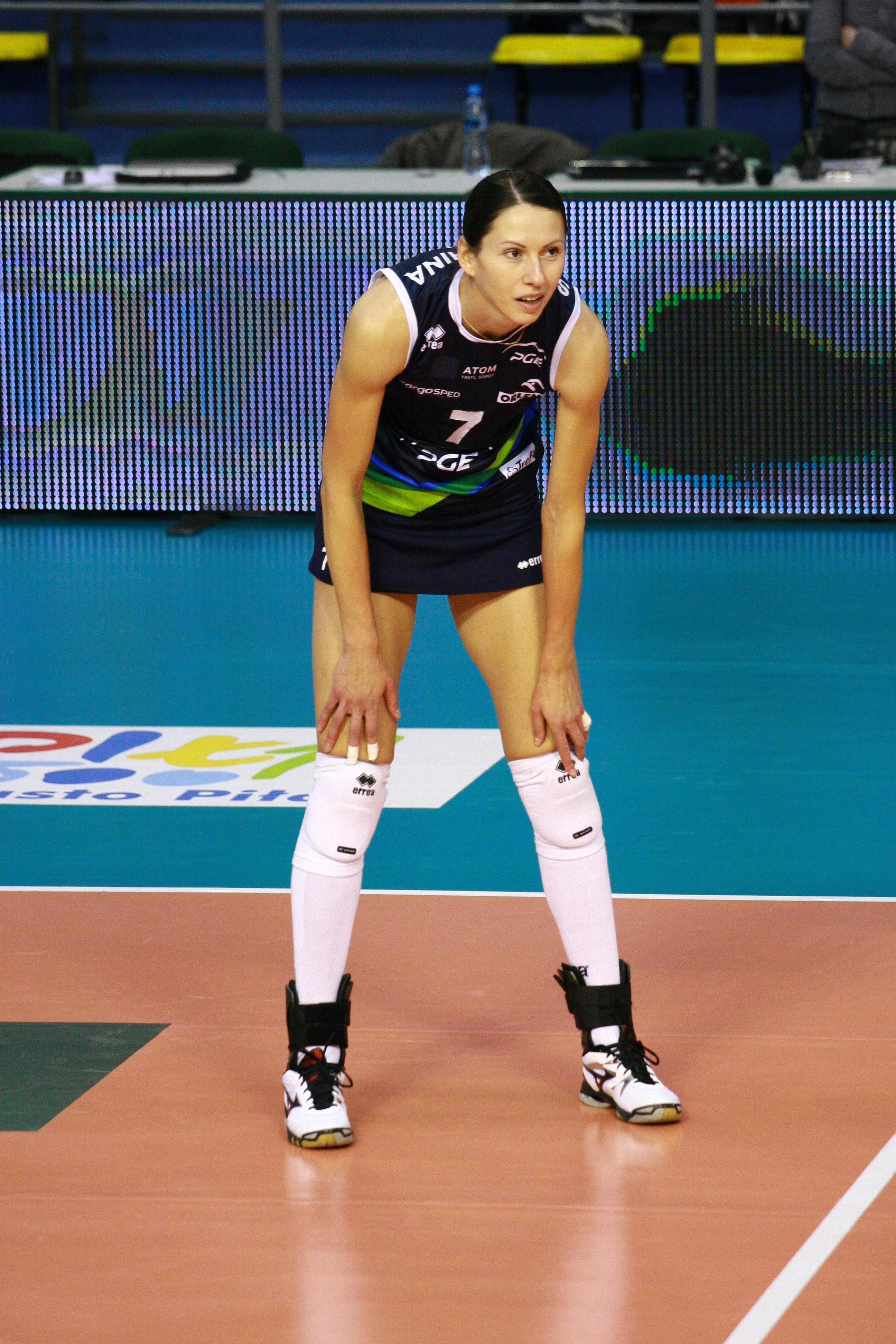
Julija Szełuchina zawodniczką Atomu Trefl Sopot w sezonie 2012/2013

Julija Szełuchina, ukr. Юлія Шелухіна (ur. 30 kwietnia 1979) – ukraińska siatkarka, posiadająca polskie obywatelstwo, grająca na pozycji środkowej. Była reprezentantka Ukrainy.

## Kariera
Na początku swojej kariery Julija występowała w ukraińskich klubach. W sezonie 2001/2002 występowała we włoskiej Serie A1, w drużynie Monte Schiavo Banca Marche Jesi. Po sezonie spędzonym we Włoszech zdecydowała się wyjechać do Polski i zasilić Skrę Warszawa. Ze Skrą zdobyła wicemistrzostwo Polski. Z Warszawy trafiła do Winiarów Kalisz, z którymi była ponownie wicemistrzynią Polski.
W sezonie 2004/2005 siatkarka wyjechała na Ukrainę. Po spędzonym tam sezonie występowała przez rok w I-ligowym zespole Budowlani-Start Łódź, z którym zajęła trzecie miejsce w rozgrywkach. Potem wyjechała do Poznania i występowała w klubie IDM Swarzędz Meble AZS AWF Poznań. W sezonie 2007/2008 zawitała do Piły, z tym zespołem zdobyła tytuł wicemistrza Polski, Puchar oraz Superpuchar Polski, dotarła też do 1/8 finału Ligi Mistrzyń. Po sezonie Julia wzięła urlop macierzyński, po nim występowała w I ligowej drużynie Organiki Budowlanych Łódź, z tym zespołem awansowała do PlusLigi Kobiet w 2009 roku, zdobyła Puchar Polski w 2010. Wystąpiła też w przegranym spotkaniu o Superpuchar Polski.
Julia po ośmiu latach spędzonych w Polsce starała się o polskie obywatelstwo, tym bardziej, że jej osobą był zainteresowany trener reprezentacji Polski, Jerzy Matlak, który chciał zabrać ją na Mistrzostwa Świata w Japonii. Ostatecznie Julia polskie obywatelstwo uzyskała 1 lutego 2011 roku.

## Przebieg kariery
| Lata      | Klub                              | Klub      | Klub      | Klub      | Klub      | Klub      | Klub      | Klub      | Klub      | Klub      | Klub |
| Siatkarka | Siatkarka                         | Siatkarka | Siatkarka | Siatkarka | Siatkarka | Siatkarka | Siatkarka | Siatkarka | Siatkarka | Siatkarka |      |
| --------- | --------------------------------- | --------- | --------- | --------- | --------- | --------- | --------- | --------- | --------- | --------- | ---- |
| 1999−2000 | Chimwolokno Czerkasy              |           |           |           |           |           |           |           |           |           |      |
| 2000−2001 | Dynamo-Dżinestra Odessa           |           |           |           |           |           |           |           |           |           |      |
| 2001−2002 | Monte Schiavo Banca Marche Jesi   |           |           |           |           |           |           |           |           |           |      |
| 2002−2003 | Skra Warszawa                     |           |           |           |           |           |           |           |           |           |      |
| 2003−2004 | Winiary Kalisz                    |           |           |           |           |           |           |           |           |           |      |
| 2005−2006 | Budowlani-Start Łódź              |           |           |           |           |           |           |           |           |           |      |
| 2006−2007 | IDM Swarzędz Meble AZS AWF Poznań |           |           |           |           |           |           |           |           |           |      |
| 2007−2008 | PTPS Farmutil Piła                |           |           |           |           |           |           |           |           |           |      |
| 2008−2011 | Organika Budowlani Łódź           |           |           |           |           |           |           |           |           |           |      |
| 2011−2012 | KS Pałac Bydgoszcz                |           |           |           |           |           |           |           |           |           |      |
| 2012−2014 | Atom Trefl Sopot                  |           |           |           |           |           |           |           |           |           |      |
| Trener    |                                   |           |           |           |           |           |           |           |           |           |      |
| 2018−2022 | KATS Alpat Gdynia (kadetki)       |           |           |           |           |           |           |           |           |           |      |

## Sukcesy klubowe
Puchar Ukrainy:
- 2000, 2001

Mistrzostwo Ukrainy:
- 2000, 2001

Mistrzostwo Polski:
- 2013
- 2004, 2008
- 2014

Mistrzostwo I ligi:
- 2009
- 2006

Puchar Polski:
- 2008, 2010